# Alexander Sedivy

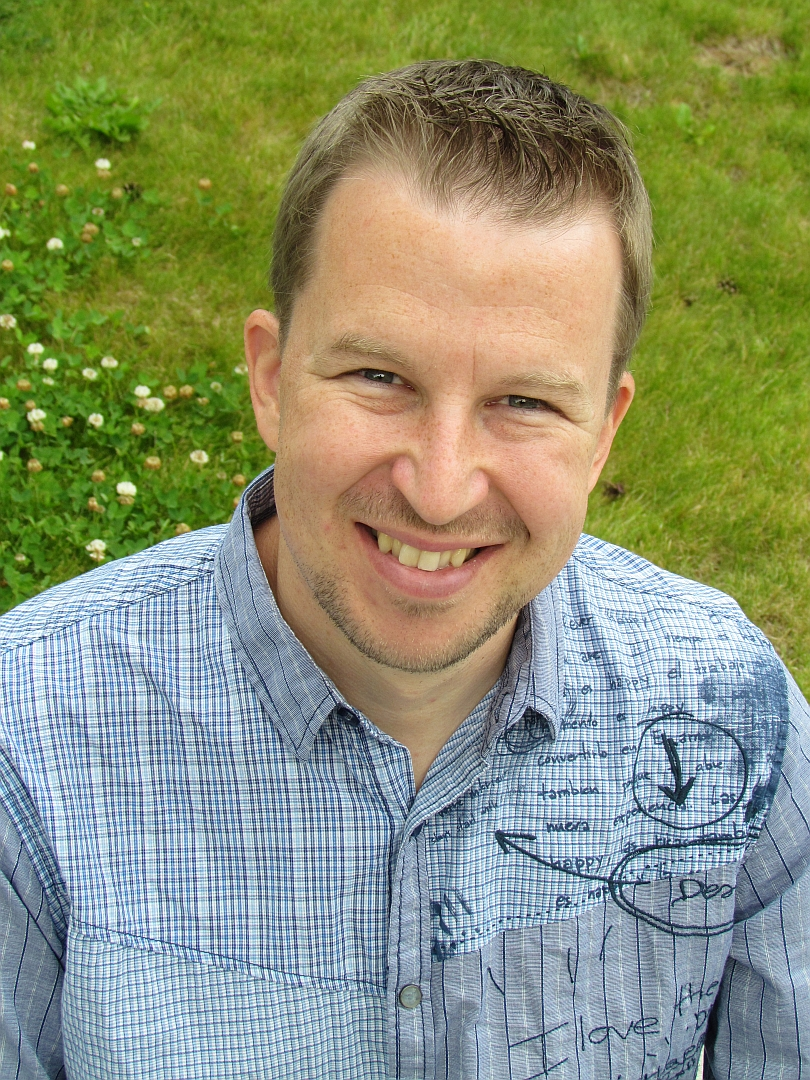
Alexander Sedivy (2013)

Alexander Sedivy (* 16. September 1972 in Wien) ist ein österreichischer Kabarettist, Autor und Musiker. Seine selbst verfassten Programme spannen einen Bogen von Alltagskarikaturen, musikalischen Eigenkompositionen und Stimmenparodien prominenter Personen bis zu nachdenklichen Elementen.

## Leben
Alexander Sedivy schloss nach absolvierter Matura das Studium der Rechtswissenschaften in Wien als Magister ab. Nach mehreren Berufsjahren als Jurist begann mit einem Wettbewerb der Einstieg in die Kabarettbranche, der er sich seit einigen Jahren ausschließlich widmet.
Neben seiner juristischen Tätigkeit entstanden Es is eh oft, Das Gleiche ist nicht das Selbe und Zweite Kassa bitte. Mit Blutbild gelang Alexander Sedivy der Einstieg ins professionelle Kabarett. In diesem Stück verkörpert er einen Barpianisten, der nach Umwandlung der Bar in eine Arztpraxis die wartenden Patienten unterhalten muss. In Kopiergeschützt beschäftigt sich der Wiener Kabarettist mit der Frage, wie das Leben wäre, wenn man einen Klon hätte, der alle unangenehmen Aufgaben übernehmen könnte. Die bisher aufgezählten Stücke verband Sedivy in Best of 5 zu seinem ersten Best-of-Programm. In der Kriminalkomödie CSI-Landstrasse verkörpert Sedivy gleich 13 verschiedene Rollen, die Programme Europameister und Nachspielzeit widmeten sich einer humorvollen Betrachtung des Fußballsports bzw. der Fußball-Europameisterschaft 2008 in Österreich und der Schweiz. lost&found nahm das Finden und Verlieren aus verschiedenen Sichtweisen unter die Lupe, in Regelbeschwerden geht Sedivy der Frage nach, ob Regeln sinnvoll sind bzw. wie ein Leben ohne diese funktionieren würde. In Wählt Sedivy! gibt er dem Publikum die Gelegenheit das Programm aus seinen besten Sketches und Liedern bei jedem Auftritt aufs Neue selbst zusammenzustellen.
In seinem jüngsten Solowerk Endlich Ich! beleuchtet Sedivy den Aspekt der Selbstfindung, auch unter dem Aspekt des Künstlers, der andere Personen darstellt und sich selbst dabei nicht verlieren darf.
In Anlehnung an das Szenario seines Soloprogramms Blutbild lädt Sedivy in der Talkshow Die Blutbild Show prominente Gäste zum Gespräch auf die Bühne ein, so Thomas Schäfer-Elmayer, Josef Hader oder Hans Krankl.
Neben einem Ausflug ins Schauspielfach in Shakespeares sämtliche Werke, leicht gekürzt, Auftritten mit der Kabarettgruppe Die Seminarren in der Business-Comedy Hart zum Quadrat und mit Andreas Ferner und Heinz Hofbauer in der Politcomedy Hardcore bzw. 90durch 3, war Alexander Sedivy mit dem Sportmoderator (und ehemaligem Sportchef des TV-Senders Puls 4) Christian Nehiba als Kabarettduo mit dem Programm Farkas meets Falco auf den Bühnen Österreichs unterwegs.
Von 2015 bis 2019 war Sedivy in mehr als 1000 Auftritten fixes Ensemblemitglied bei Österreichs ältester und berühmtester Kabarettbühne, dem Kabarett Simpl.
Alexander Sedivy ist zudem Stimmenparodist prominenter Persönlichkeiten. Über 20 Imitationen setzt er in seinen Sketches und Liedern um, von Arnold Schwarzenegger und Frank Stronach, über Anton Polster oder Hans Krankl bis zu Hansi Hinterseer und Peter Maffay.
Sedivy war im ORF z. B. in Seitenblicke oder die große Comedy Chance und auf den Privatsendern ATV und Puls 4 zu sehen. Seit 2013 ist er im Wiener Stadtsender w24 in der Sendung beim Feicht fixer Bestandteil der Talkshow von Moderator Oliver Feicht. In der Sendung Senioren Café ist er auf diesem Sender seit 3 Staffeln als „Herr Alexander“ als Pianist und Kabarettist zu sehen.
Neben seinen Bühnenprogrammen ist Sedivy für Firmen im Eventbereich tätig. Er war viele Jahre als Spieler und geprüfter Nachwuchstrainer im Wiener Fußballverband tätig. Sedivy ist verheiratet, hat einen Sohn und lebt in Wien.

## Veröffentlichungen
Bücher
- Kopfkino
- Endlich Ich! Überleben zwischen Egoisten (mit Michael Uiberrak), Ueberreuter Verlag 2015

DVDs
- Kopiergeschützt (Kabarettprogramm)
- CSI:Landstraße (Kabarettprogramm)

CDs
- Blutbild live (Mitschnitt des Kabarettprogramms Blutbild)
- Musik zum Mitdenken
- Soundtracks